# Avila Farand
 (janvier 2014).
Si vous disposez d'ouvrages ou d'articles de référence ou si vous connaissez des sites web de qualité traitant du thème abordé ici, merci de compléter l'article en donnant les références utiles à sa vérifiabilité et en les liant à la section « Notes et références ».
Pour les articles homonymes, voir Ávila (homonymie).
Avila Farand, né le 11 juillet 1870 à Saint-Clet (Québec) et décédé le 8 février 1941 à Lake Wales (Floride) était un homme politique québécois.

## Biographie
Avila Farand est député libéral de la circonscription de Soulanges (circonscription provinciale) à l'Assemblée législative du Québec de 1916 à 1923 et de 1927 à 1936.
Né dans la presqu'île de Vaudreuil-Soulanges en 1870, il est le fils de Joseph Farand, cultivateur, et de Marcelline Arsenault. Il fait ses études au collège Bourget de Rigaud (Québec).
Le 29 août 1893, à l'âge de 23 ans, il épouse à Saint-Joseph-de-Soulanges, Émelda Séguin, fille de Jean-Baptiste Séguin, cultivateur, et d'Éléazelle Trottier. Onze enfants naissent de ce mariage : Adéla née en 1894, Alberta en 1897, Albert en 1898, Cécile en 1900, Roméo en 1902, Marie-Berthe en 1904, Aline en 1906, Avila jr en 1907, Thérèse en 1908, Maurice en 1909 et Raymond en 1910.
Il est marchand général au village de Saint-Clet et à Coteau-du-lac , et agent de la brasserie Union de 1904 à 1907. Fondateur et président de la Compagnie d'aqueduc de Saint-Clet en 1906, il est représentant de la National Breweries Ltd. de 1907 à 1916 et agent de la brasserie Frontenac en 1924. Il est également distributeur des produits de la British American Oil Co. pour les comtés de Vaudreuil et de Soulanges.
Par ailleurs, il est aussi secrétaire du conseil municipal de la paroisse de Saint-Clet entre 1903 et 1908, et commissaire d'école au même endroit de 1908 à 1912. Il est élu député libéral dans Soulanges en 1916, réélu en 1919, défait en 1923, puis réélu en 1927, 1931 et 1935. Il ne se représente pas en 1936.
Il était président de la Société d'agriculture de Saint-Clet en 1917, membre de l'Alliance nationale et secrétaire de cette association de 1893 à 1896, membre du Club de réforme, des Chevaliers de Colomb ainsi que des Forestiers catholiques dont il fonda la section de Saint-Clet, puis, Chevalier de l'ordre de Saint-Grégoire-le-Grand.
Il décède à Lake Wales (Floride) le 8 février 1941, à l'âge de 70 ans et 6 mois et est inhumé dans le cimetière de Saint-Clet, le 13 février 1941.